# Cầu Đại học ở Bydgoszcz
Cầu Đại học ở Bydgoszcz (tiếng Ba Lan: Most Uniwersytecki w Bydgoszczy) là cây cầu dây văng bắc qua sông Brda ở thành phố Bydgoszcz, miền bắc Ba Lan.

## Mô tả
Cầu Đại học ở Bydgoszcz có tổng chiều dài là 200,9 mét (hoặc khoảng 720 mét nếu tính thêm chiều dài các cầu vượt), thuộc Tuyến đường Đại học (dài 1,58 km) dẫn từ phố Michał Ogińskiego đến đại lộ Wojska Polskiego. Cây cầu bắc qua sông Brda để nối liền hai bờ sông với các đường phố: Jagiellońska (ở bờ bên trái) và Toruńska (ở bờ bên phải).

## Lịch sử
Cầu Đại học ở Bydgoszcz bắt đầu được xây dựng vào mùa thu năm 2010. Tổng kinh phí cho dự án xây dựng cầu khoảng 207 triệu PLN, trong đó Liên minh châu Âu đóng góp khoảng 93 triệu PLN. Cây cầu chính thức được khánh thành và đi vào sử dụng từ ngày 12 tháng 12 năm 2013 vào lúc 6 giờ chiều.

## Tên gọi
- Trước khi xây dựng cầu, vào ngày 14 tháng 4 năm 2010, tên gọi dự thảo của công trình là Cầu Lech Kaczyński - để tưởng nhớ đến Tổng thống Ba Lan Lech Kaczyński đã tử nạn trong vụ Vụ rớt máy bay Tu-154 của Không lực Ba Lan 2010.
- Trước khi khánh thành cầu, vào ngày 27 tháng 11 năm 2013, Hội đồng thành phố Bydgoszcz đã thông qua tên gọi chính thức của công trình là Cầu Đại học (tên gọi ngày nay).[4]

## Hình ảnh

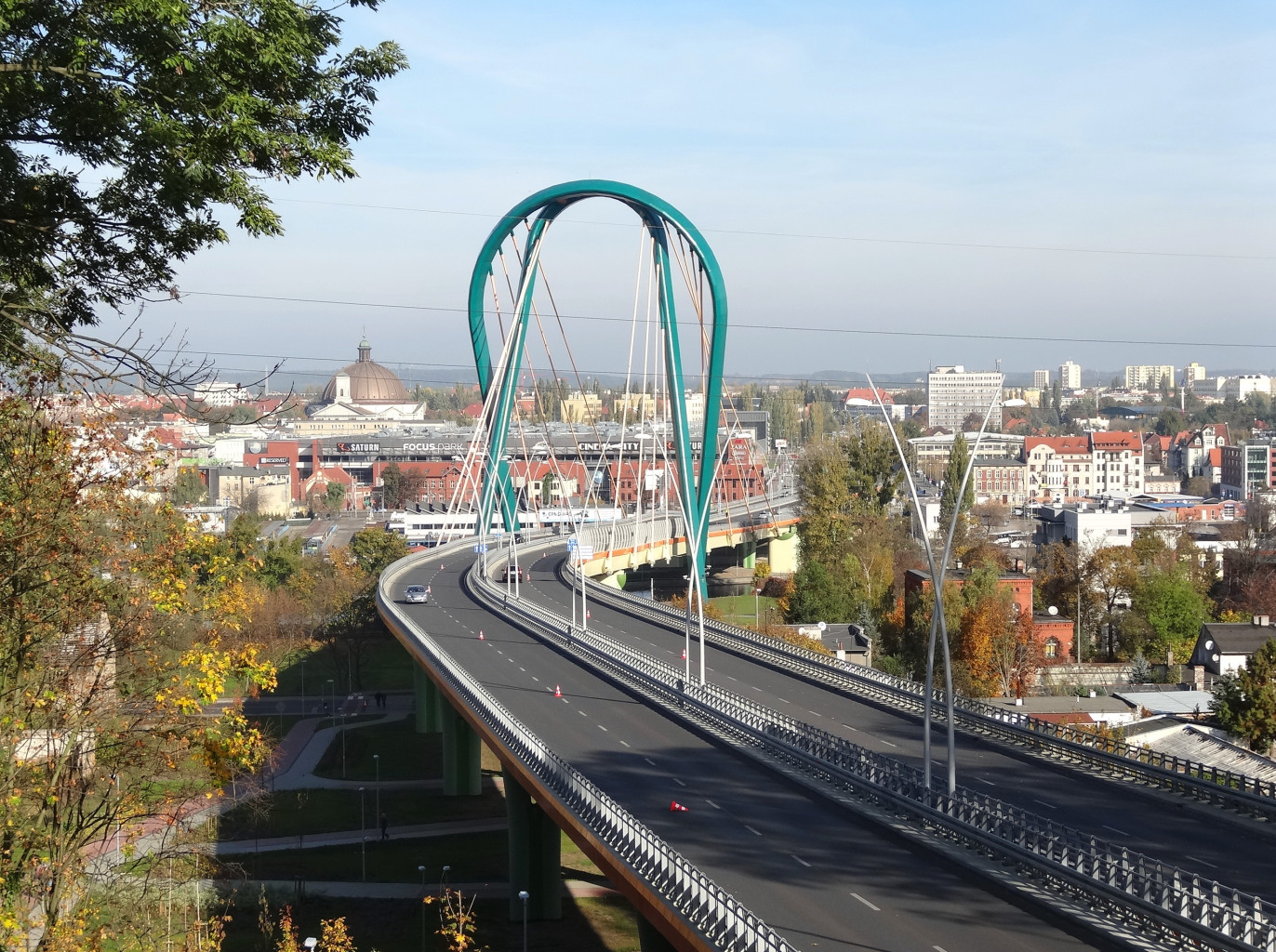
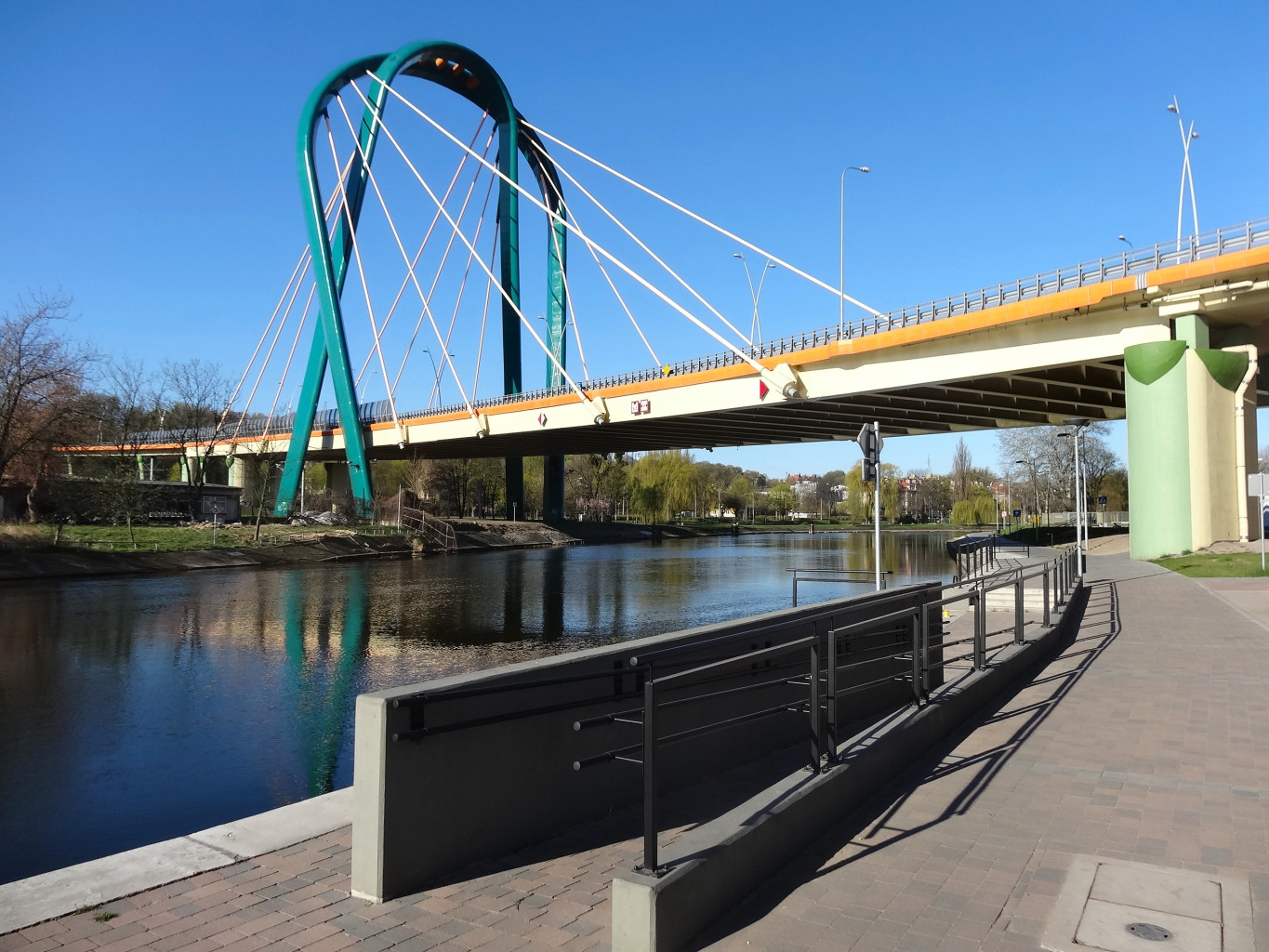
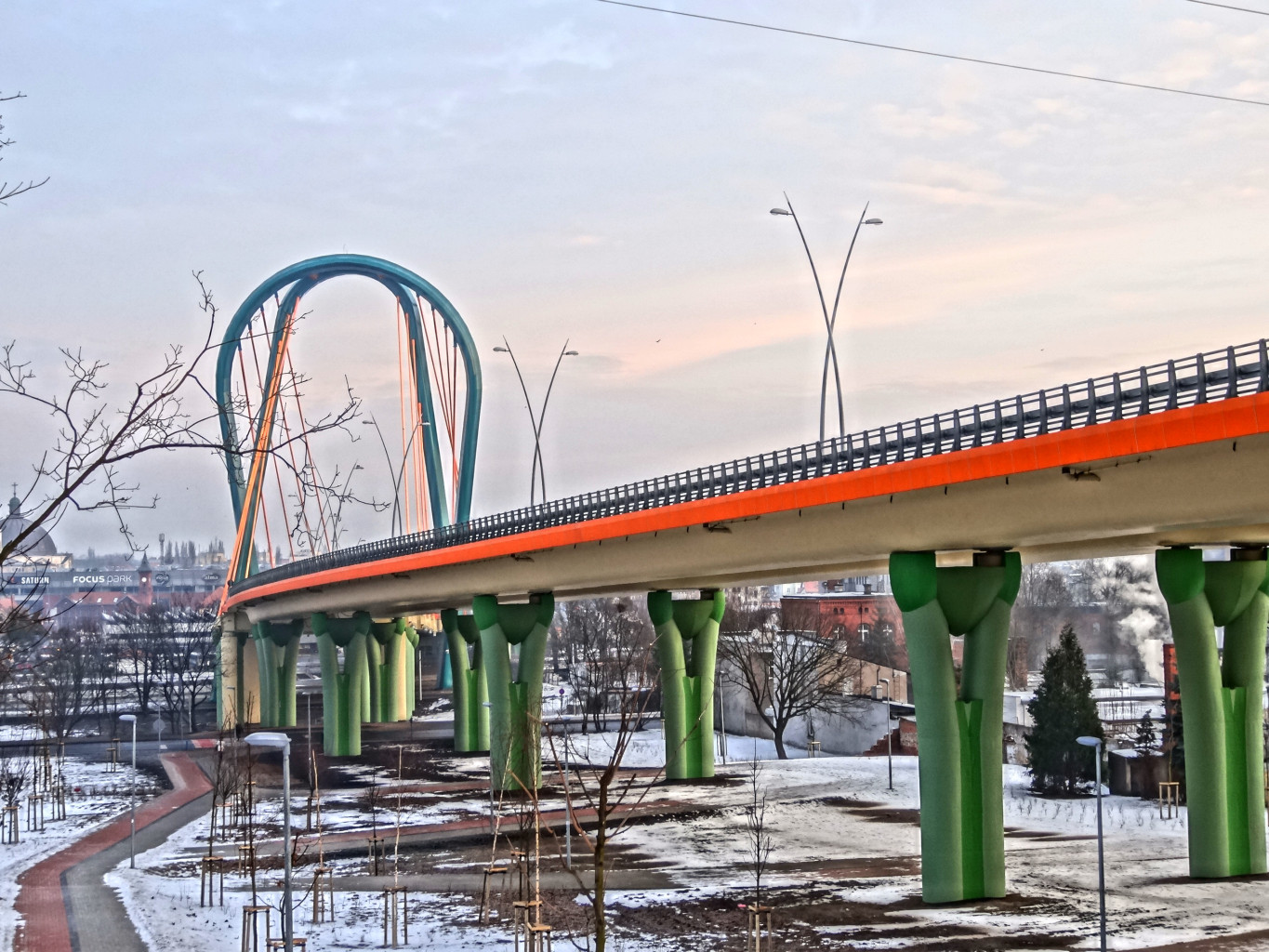